# جون وودز
جون وودز (بالإنجليزية: John Woods)‏ (1930 باسكتلندا في المملكة المتحدة - ) هو مدرب كرة قدم ولاعب كرة قدم بريطاني في مركز مهاجم داخلي. لعب مع نادي رينجرز وهاميلتون أكاديميكال.